# Кеньяр, Жеральдин
Жеральдин Кеньяр, Жеральдин Кениар (фр. Géraldine Quéniart, род. 4 мая 1967, Сайи-Лабурс) — французская шоссейная велогонщица.

## Карьера
Жеральдин Кеньяр выросла в Сайи-Лабурс и начала заниматься велоспортом в 1986 году, заняв четвёртое место в гонке по очкам Чемпионата Франции по трековому велоспорту в 1991 году. После окончания карьеры велосипедиста она десять лет жила в Перпиньяне, где работала в рекламе. После переезда в Бетюн, она стала художником, живописцем и декоратором и получила почётную медаль от коммуны Суше за роспись фресок, воздающих должное женщинам прошлого. В 2019 году она стала руководителем консьерж-сервиса коммуны Бетюн.

## Достижения
1991
- Чемпион Па-де-Кале
- Чемпион Фландрии

- 4-й этап Ронд-дю-Тарн-и-Гаронна
- 2-я в Хроно Шампенуа

1992
- Чемпион Нормандии
- Чемпион Сены-Маритим
- Дуо Норман (индивидуальная гонка с Фабьен Жикель)
- 1-й и 4-й этапы Ронд-дю-Тарн-и-Гаронна
- 2-я в Хроно Шампенуа
- 3-я в Ронд-дю-Тарн-и-Гаронна

1993
- Ронд де л'Изер
- Ла Флеш Гасконь

- Общая классификация
- 2-й этап

- Дуо Норман (индивидуальная гонка с Франсуазой Лепродомм)

1994
- Тур дю Кантон
- 2-я в национальном раунде «Разе»

1996
- Чемпион Иль-де-Франс

- Тур дю Луар
- Тур Верхней Вьенны